# Jackie Lee Cochran
Jackie Lee Cochran (* 5. Februar 1934 als Jack Cochran in Dalton, Georgia; † 15. März 1998 in Kalifornien) war ein US-amerikanischer Rockabilly-Musiker. Sein Beiname war „Jack the Cat“.

## Leben

### Kindheit und Jugend
Cochran hatte einen im Alter von zwei Jahren verstorbenen Zwillingsbruder. Sein Vater schenkte ihm zu seinem sechsten Geburtstag eine Gitarre. Seine Eltern Luther und Jean führten keine glückliche Ehe. Sein Vater wurde wegen Mordes zu 30 Jahren Haft verurteilt, daher verbrachte Cochran seine Kindheit und Jugend oft bei Verwandten in Louisiana, Meridian, Mississippi und bei seiner Großmutter in Gadsden, Alabama. Cochrans Vater wurde nach zwölf Jahren begnadigt und wanderte danach nach Jamaika aus.

### Karriere
In Gadsden knüpfte Cochran erste Kontakte zur lokalen Musikszene, was seiner Großmutter aber missfiel, denn sie wollte ihren Enkel beim Militär unterbringen. So drängte sie Cochran zum Eintritt in die US Air Force. Stationiert in San Antonio, reiste Cochran jedes Wochenende nach Abilene, um in der Radioshow von Slim Willet aufzutreten. Seine dortigen Auftritte brachten ihm die Aufmerksamkeit der Leitung des KRLD Big D Jamborees ein. Kurz danach wurde er Mitglied im Big D Jamboree. Als er nach Selma, Alabama versetzt wurde, gründete er die Country-Band The Flying C Ranch Boys, mit denen er abends in Bars und Lokalen sowie bei dem Radiosender WBAM auftrat. Nach seiner Entlassung aus der Luftwaffe 1955 wurde Cochran Mitglied von Jimmy Swans Band in Hattiesburg. Als Cochran zusammen mit dem jungen Elvis Presley in New Orleans auftrat, wechselte er sofort zum Rockabilly.
Cochran engagierte den Manager Pat O’Donnell, der das Image vom „Jack the Cat“ um Cochran aufbaute. Durch O’Donnell bekam Cochran einen Plattenvertrag bei Sims Records. Seine erste Single, Riverside Jump auf der A-Seite und Hip Shakin‘ Mama auf der B-Seite, erschien im Juni 1956. Nach weiteren Auftritten im Big D Jamboree erhielt er eine Anfrage der Spade Cooley Show aus Kalifornien, dort aufzutreten. Gegen den Willen seines Managers zog Cochran an die Westküste und absolvierte dort Auftritte in der Spade Cooley Show. Auf Vermittlung von „Uncle“ Art Satherley erhielt er Cochran einen Vertrag bei Decca Records. Sein Titel Ruby Pearl verkaufte sich gut und stieg fast in die Billboard Charts ein, doch sein ehemaliger Manager ließ den Vertrag bei Decca rückgängig machen. Decca ließ die Single zum Pech Cochrans ebenfalls fallen.
Nach einem kurzen Aufenthalt bei Viv Records begann Cochran bei der Douglas Aircraft Company zu arbeiten. Die Musik hatte er vorerst aufgegeben. Doch nachdem er bei Jaguar Records eine Single veröffentlichte, gab er wieder Auftritte und infolge des Rockabilly-Revivals in den 1970er Jahren erlangte Cochran ungeahnte Popularität. 1973 veröffentlichte er bei Ronnie Weisers Rollin‘ Rock Records ein Album und spielte 1981 erstmals in Norwegen. Es folgten weitere Auftritte in Europa, vor allem in England. Gleichzeitig nahm Cochran weitere Alben auf.
Jackie Lee Cochran verstarb am 15. März 1998 in seinem Apartment in Kalifornien im Alter von 64 Jahren.

## Diskographie

### Singles
| Jahr | Titel                                                                | Plattenfirma          |
| ---- | -------------------------------------------------------------------- | --------------------- |
| 1956 | Riverside Jump / Hip Shakin’ Mama                                    | Sims Records          |
| 1957 | Ruby Pearl / Mama Don’t You Think I Know                             | Decca Records         |
| 1958 | I Want You / Buy a Car                                               | Viv Records           |
| 1958 | I Want You / Buy a Car                                               | Avalon Records        |
| 1958 | I Want You / Buy a Car                                               | ABC-Paramount Records |
| 1958 | Pity Me / Endless Love                                               | Spry Records          |
| 1959 | I Wanna See You / Georgia Lee Brown                                  | Jaguar Records        |
|      | - Baby Do - Dear Mom and Dad - Don’t Be Long - Out Across the Tracks | nicht veröffentlicht  |

### Alben
- 1973: Swamp Fow
- 1980: Rockabilly Legend
- 1981: The Lonesome Drifter (UK)
- 1985: Fiddle Fit Man (UK)
- 1993: Jack the Cat (D)
- 1993: Jack the Cat (UK)
- 1997: Rockabilly Music
- 2005: The 1985 Session (UK)